# Georg Hermann von Meyer
Georg Hermann von Meyer, född den 21 juli 1815 i Frankfurt am Main, död där den 16 augusti 1892, var en tysk anatom.
Meyer blev 1837 medicine doktor och 1840 docent i Tübingen samt kallades 1844 till extra ordinarie professor i anatomi i Zürich och var 1856–1889 ordinarie professor där. I sin vetenskapliga verksamhet vinnlade sig Meyer om studiet av kroppens mekaniska förhållanden. Bland hans avhandlingar åt detta håll bör nämnas Statik und Mechanik des menschlichen Knochengerüstes (1873), Studien über den Mechanismus des Fusses (1883), Lehrbuch der Anatomie (1856; 3:e upplagan 1871) och Unsere Sprachwerkzeuge und ihre Verwendung zur Bildung der Sprachlaute (1880). Även som populär skriftställare utgav Meyer flera avhandlingar, exempelvis Über die richtige Gestalt des Schuhes (1858).